# Trägersystem
Ein Trägersystem oder Trägermittel ist ein militärisches Fahrzeug, Gerät oder Waffensystem, das eine oder mehrere Waffen oder Sprengköpfe transportiert und für deren Einsatz (Abschuss) bereithält. Trägersysteme können die Waffen auf Gefechtsdistanz bringen oder ihren Standort wechseln. Letzteres dient auch dem Schutz dieser Systeme (bewegliche Ziele).

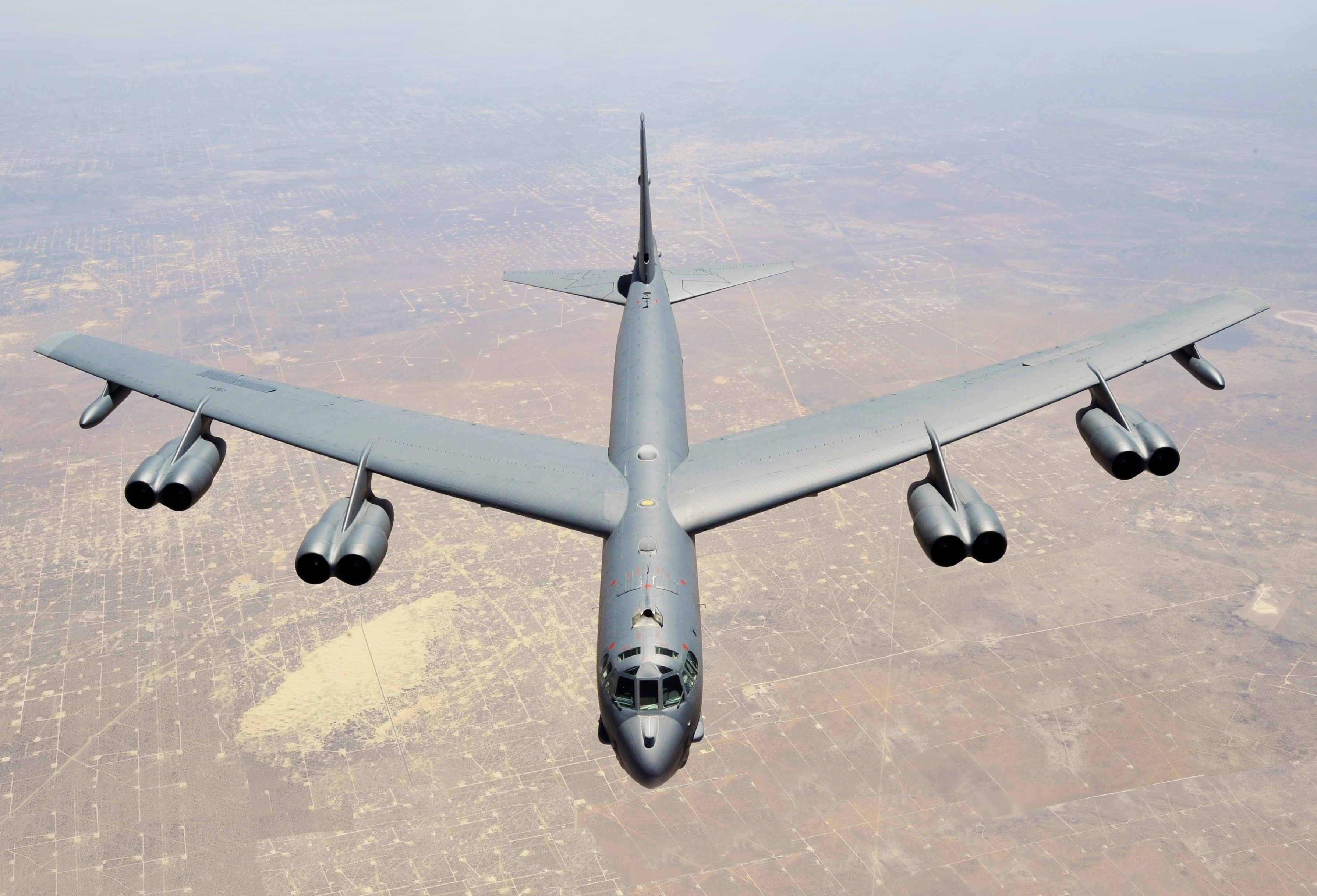
Luftbild der B-52 Stratofortress, einem Trägersystems der US Air Force (USAF). Die Bomber waren dem damaligen Strategic Air Command (SAC) unterstellt und sind jetzt dem Air Force Global Strike Command (AFGSC) zugeteilt.

Trägersysteme, wie z. B. Interkontinentalraketen, zusammen mit Kernsprengköpfen sind auch als strategische Waffen bekannt und werden primär von den Atommächten betrieben.
Eine Kombination von drei operativen Waffensystemen wird auch als Triade bezeichnet. Sie wird von manchen Staaten im Besitz von Kernwaffen für die nuklearen Abschreckung genutzt, d. h. dieses Land hat Kernwaffensysteme zu Luft, Land und See im operativen Einsatz.

## Trägersysteme
Typische see-, luft- und landgestützte Trägersysteme sind,
- Luft: Kampfflugzeuge und Raketen;
- Land: Pkw, Lkw und Panzer;
- See: Kriegsschiffe und U-Boote und Atom-U-Boote.

Typische Beispiele sind,
- Luft: Raketenwaffen und Marschflugkörper;
- Land: Der Russische Komplex Topol-M oder Silo-basierte ballistische Interkontinentalraketen (ICBM);
- See-basierte ballistische Interkontinentalraketen (SLBM), z. B. die Amerikanische Trident Rakete.

Einige Systeme, aber nicht alle, wurden technologisch über Dekaden weiterentwickelt. Dazu zählt z. B. die Einführung der englisch Multiple independently reentry vehicle (MIRV) ‚Mehrere unabhängig voneinander ansteuerbare Wiedereintrittsfahrzeuge‘-Technologie sowie die Kommunikationsinfrastruktur (Raumfahrtkomplex, Satelliten, Radar usw.). Letztere ist im US-amerikanischen Militär auch als Nuclear Command and Control (NC2) oder Nuclear Command, Control, and Communications (NC3) bekannt. Parallel dazu wurden die Sprengköpfe, meist Nuklearsprengköpfe, weiterentwickelt. Letztere wurden jedoch durch diverse Abkommen in ihrer Verbreitung, Weiterentwicklung, Vermehrung (Aufrüstung) gehindert, z. B. durch den Threshold Test Ban Treaty (TTBT).
In diesem Zusammenhang sind ebenfalls Abwehrsysteme von Organisationen wie der Missile Defense Agency (MDA) zu erwähnen.

## Kontrollregime
Aufgrund ihrer militärischen Nutzung unterliegen Trägersysteme bzw. deren Technologie Exportkontrollen und anderen Mechanismen, wie z. B. dem Missile Technology Control Regime (MTCR).
Im Rahmen des Nichtverbreitungsabkommen bzw. des Atomwaffensperrvertrags und dessen Schutzmaßnahmen (Safeguards) wird die Nichtverbreitung von Nuklearwaffentechnologie kontrolliert.

## Ältere Systeme
Die meisten Trägersysteme haben ihren Ursprung im Kalten Krieg. Zu diesen, teilweise bereits deaktivierten oder entsorgten Systemen, zählen z. B. der Marschflugkörper Matador, die IRBM Thor, die erste US-amerikanische ICBM Atlas oder später die SLBM Polaris. 
Zu den Bombern gehörten die B-47 und die riesigen B-52, unter demdamaligen  Strategic Air Command (SAC). Die Bomber sind teilweise heute noch im Einsatz unter Leitung des Air Force Global Strike Command (AFGSC). 
Großbritannien betrieb die V-Bomber Flotte im Kalten Krieg.
Frankreich betrieb damals die SSBS S2 englisch Intermediate Range Ballistic Missile (IRBM) ‚Mittelstreckenrakete‘.

## Neuere Entwicklungen
Existierende Trägersysteme, die weiterentwickelt werden, sind z. B. die US-amerikanischen ICBM Minuteman oder SLBM Trident. China betreibt die Dongfeng-5 (DF) und entwickelt diese weiter, z. B. in Gestalt des Komplex DF-41. Russland betreibt die R36, RS-28, uvm. Die M 51 ist eine moderne SLBM von Frankreich. 
Des Weiteren befinden sich einige Hyperschall-Transportsysteme (HTS) in Entwicklung und Erprobung. 